# Neea
Neea är ett släkte av underblomsväxter. Neea ingår i familjen underblomsväxter.

## Bildgalleri

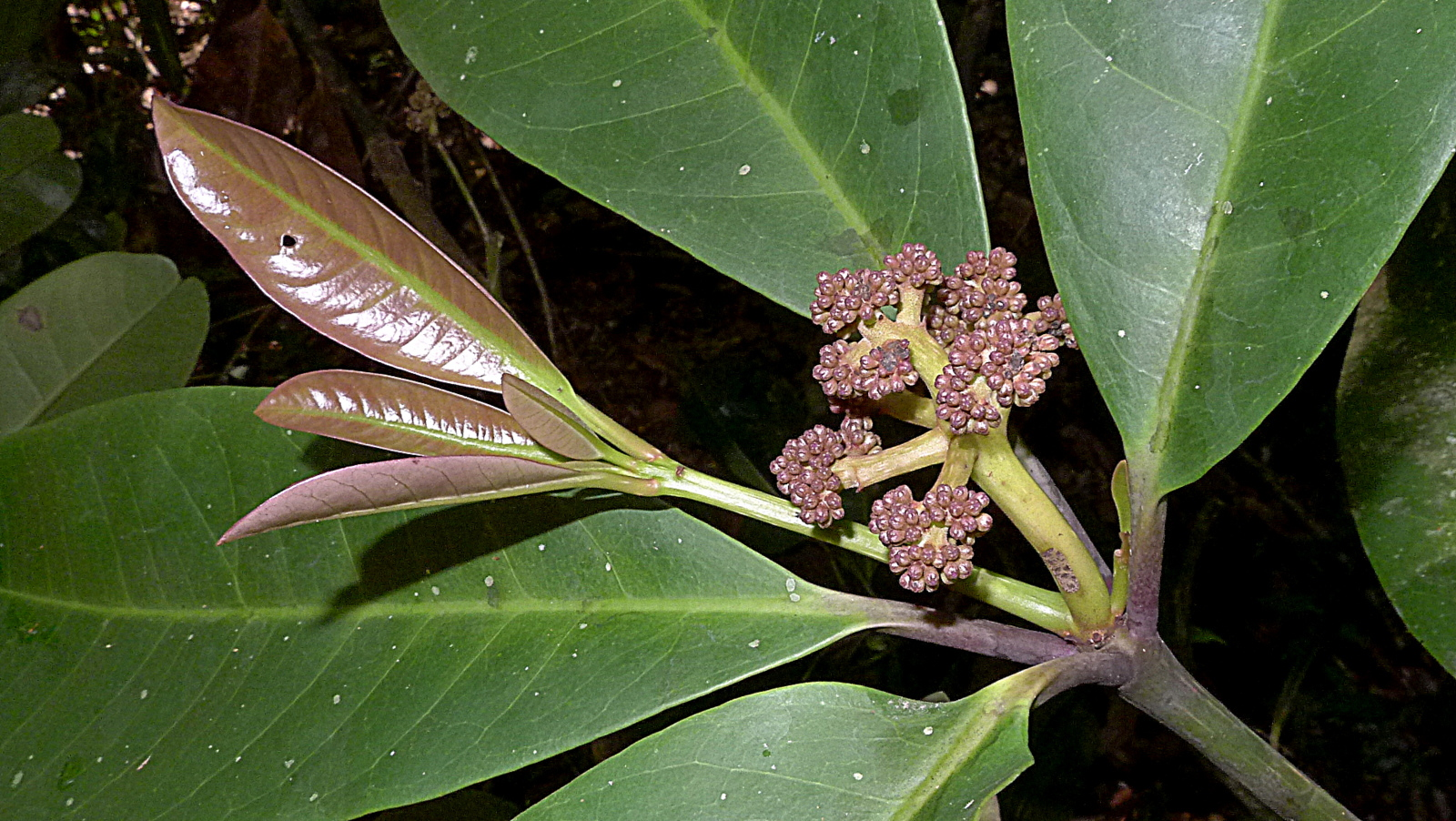
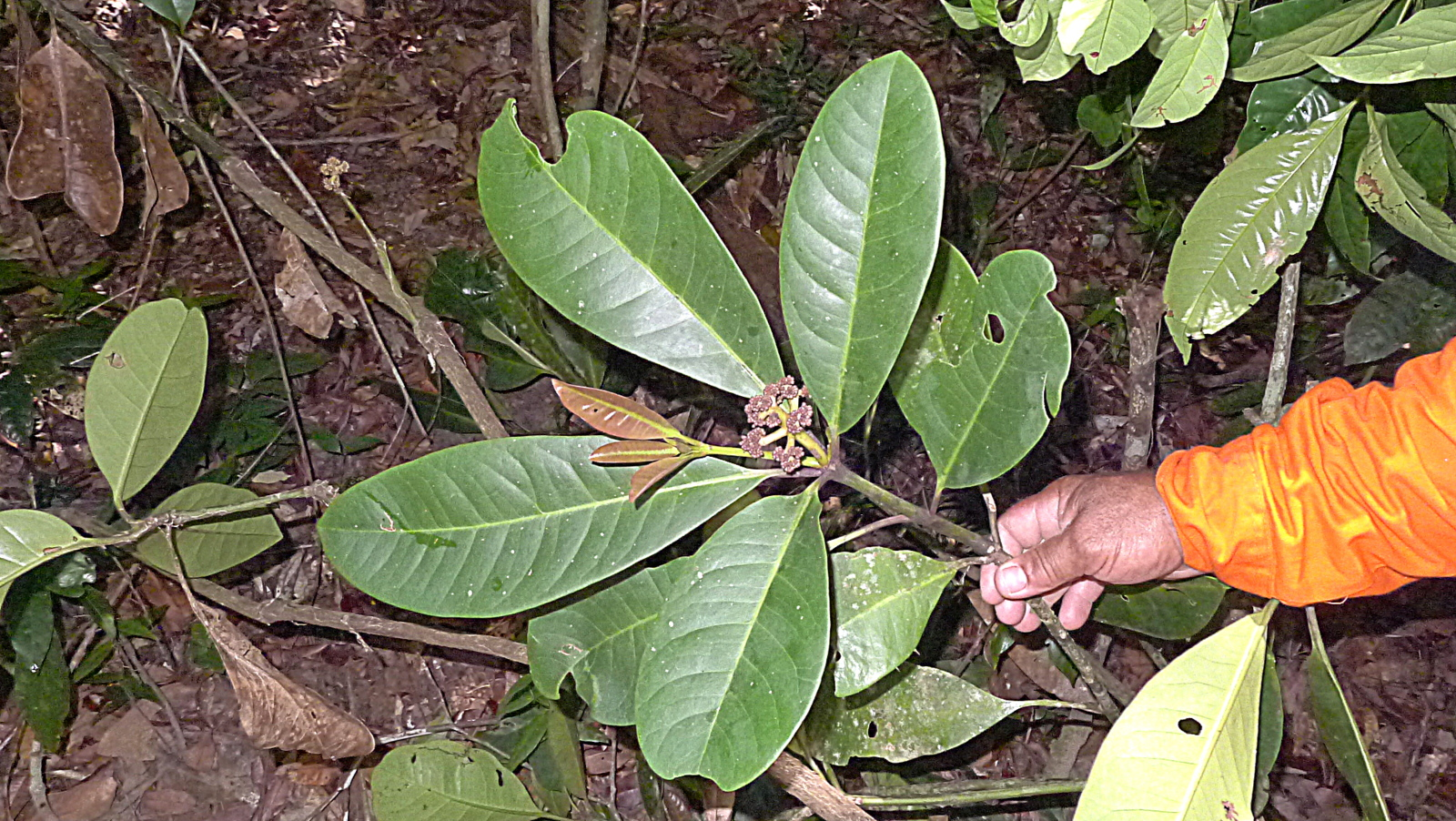
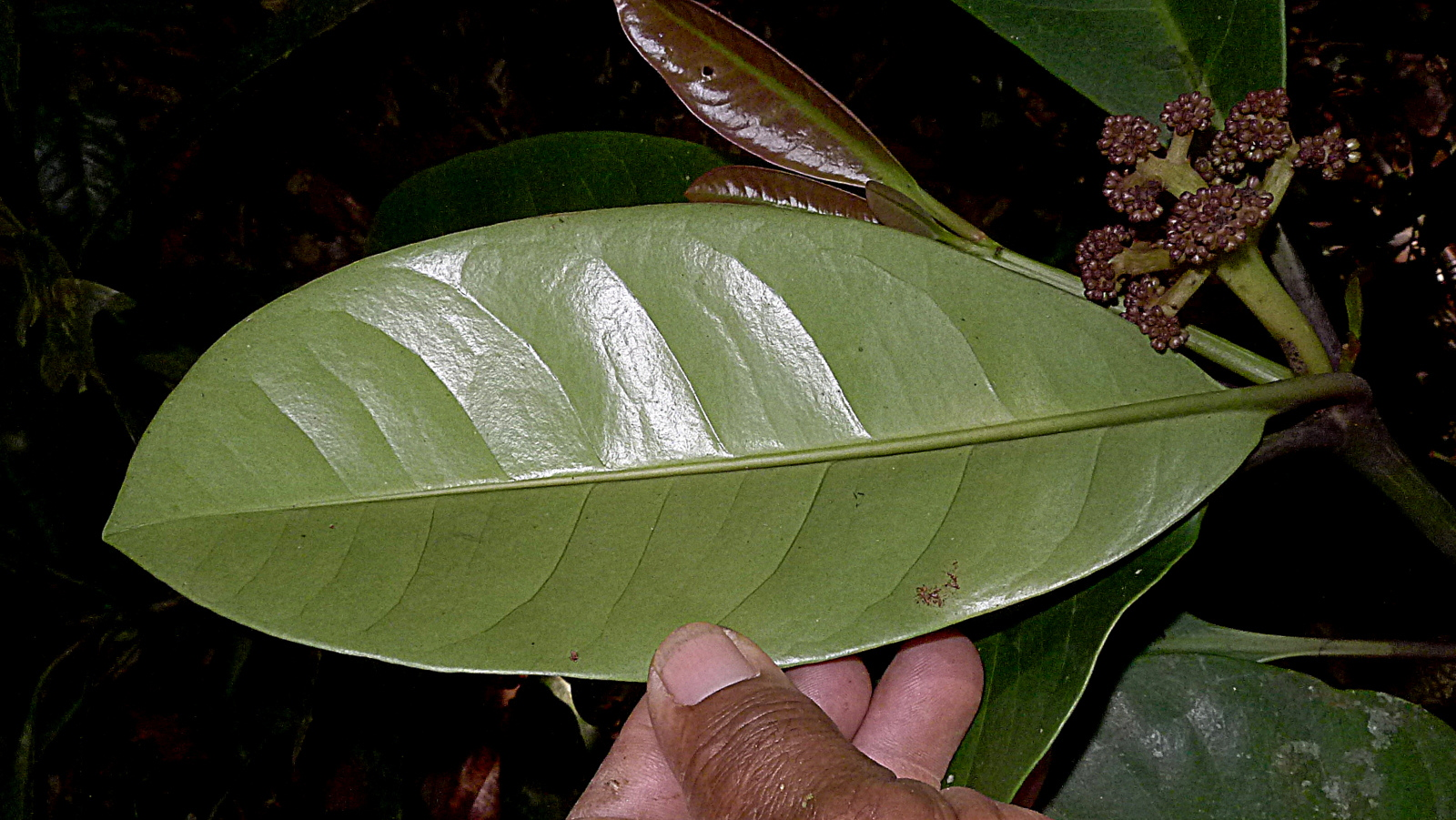
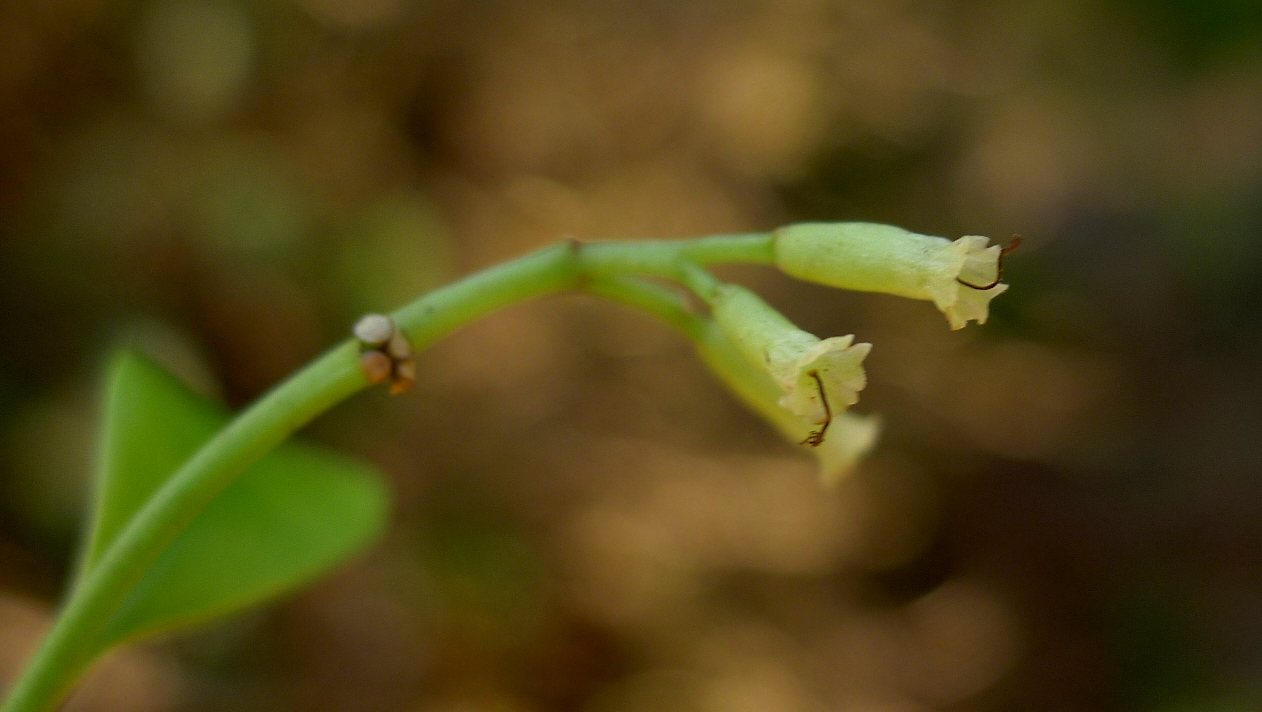
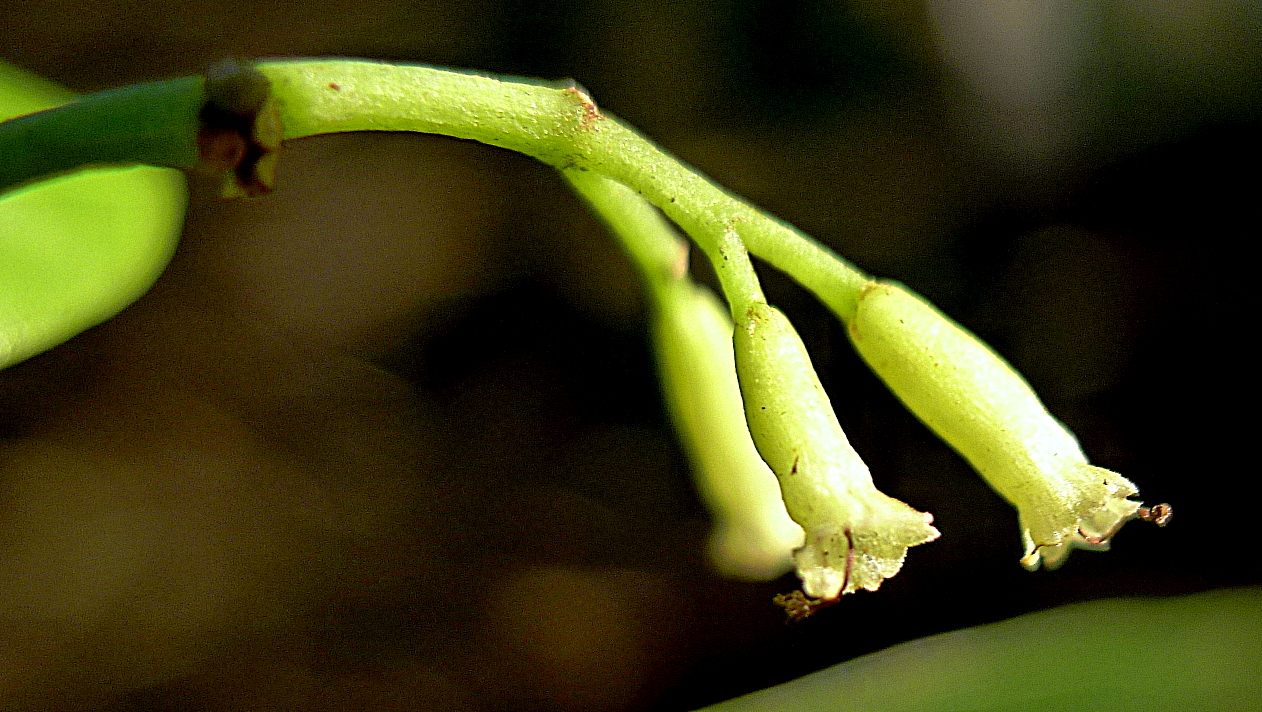
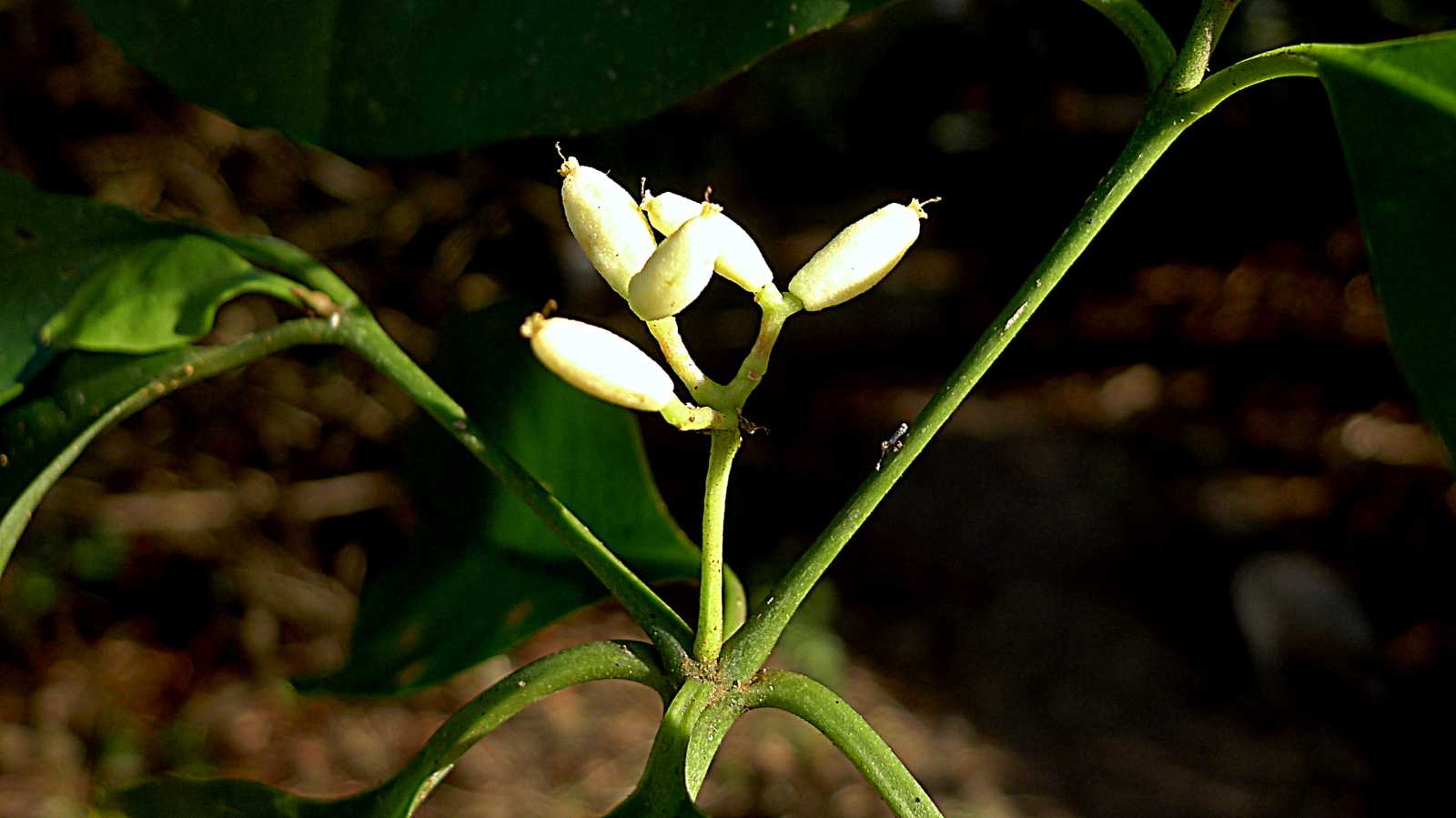

## Dottertaxa tillNeea, i alfabetisk ordning[1]
- Neea acuminatissima
- Neea amaruayensis
- Neea amplifolia
- Neea anisophylla
- Neea bernardii
- Neea bracteosa
- Neea brevipedunculata
- Neea cedenensis
- Neea choriophylla
- Neea clarkii
- Neea davidsei
- Neea floribunda
- Neea glaziovii
- Neea grandis
- Neea guaiquinimae
- Neea huachamacarae
- Neea ignicola
- Neea laetevirens
- Neea liesneri
- Neea longipedunculata
- Neea macrophylla
- Neea mapourioides
- Neea marahuacae
- Neea neblinensis
- Neea obovata
- Neea orosiana
- Neea ovalifolia
- Neea parimensis
- Neea pittieri
- Neea psychotrioides
- Neea robusta
- Neea sebastianii
- Neea stenophylla
- Neea subglabrata
- Neea tenuis
- Neea tepuiensis
- Neea tristis
- Neea urophylla
- Neea verticillata